# Arhitektura u 1557.
◄◄ | ◄ | 1554. | 1555. | 1556. | 1557.  | 1558. | 1559. | 1560. | ► | ►►
Arhitektura • Astronomija • Glazba • Kazalište • Kiparstvo • Knjige • Književnost • Kršćanstvo • Medicina • Politika • Pravo • Promet • Slikarstvo • Znanost
Arhitektura u 1557.

## Svijet

### Zgrade i druge građevine

#### Dovršetak gradnje/renovacije ili otvaranje
- Karađoz-begova džamija u Mostaru

## Vanjske poveznice
|  | Zajednički poslužitelj ima još gradiva o temi Arhitektura u 1550-im |